# Lijst van gemeentelijke monumenten in Maastricht, Biesland
De buurt Biesland in de wijk Maastricht-Zuidwest in Maastricht heeft 106 panden/objecten die als gemeentelijke monumenten zijn beschreven in 43 regels (monumentnummers). Zie hieronder een overzicht.
| Object                                                            | Bouwjaar                          | Architect              | Locatie                                                        | Coördinaten                   | Nr.                  | Afbeelding                                                        |
| ----------------------------------------------------------------- | --------------------------------- | ---------------------- | -------------------------------------------------------------- | ----------------------------- | -------------------- | ----------------------------------------------------------------- |
| Kerkhof van de Broeders van de Beyart                             | 1908, 1934 (nieuwe indeling)      |                        | Anjoulaan                                                      | 50° 50' 26" NB, 5° 40' 13" OL | 0935/460             | Meer afbeeldingen                                                 |
| Woonhuis Tiggelhoven                                              | 1965                              | G. Snelder             | Aramislaan 73                                                  | 50° 50' 20" NB, 5° 40' 10" OL | 0935/461             | Woonhuis Tiggelhoven                                              |
| Woonhuis                                                          | 1964                              | J. Rietveld            | Aramislaan 86                                                  | 50° 50' 20" NB, 5° 40' 18" OL | 0935/462             | Woonhuis                                                          |
| Twee blokken van acht woningen; totaal 16 woningen                | 1936                              |                        | Athoslaan 5-19 en Cannerweg 66-80                              | 50° 50' 31" NB, 5° 40' 40" OL | 0935/464             | Twee blokken van acht woningen; totaal 16 woningen                |
| Lunet Drenthe (muurfragmenten) en kanon                           | 1775                              |                        | Cannerplein / Tongerseweg                                      | 50° 50' 37" NB, 5° 40' 46" OL | 0935/509             | Lunet Drenthe (muurfragmenten) en kanon                           |
| Woonhuis                                                          | 1910                              |                        | Cannerweg 12                                                   | 50° 50' 36" NB, 5° 40' 45" OL | 0935/510             | Woonhuis                                                          |
| Zeventien arbeiderswoningen in de stijl van de Amsterdamse School | 1920                              | Gulden en Geldmaker    | Cannerweg 18-50                                                | 50° 50' 34" NB, 5° 40' 45" OL | 0935/511             | Zeventien arbeiderswoningen in de stijl van de Amsterdamse School |
| Bank- en appartementengebouw                                      | 1963                              | H. Koene               | Cannerweg 60 / Athoslaan 1abcd                                 | 50° 50' 32" NB, 5° 40' 42" OL | 0935/463             | Bank- en appartementengebouw                                      |
| Voormalig rustoord in decoratieve eclectische stijl               | 19e eeuw                          |                        | Cannerweg 111                                                  | 50° 50' 29" NB, 5° 40' 40" OL | 0935/521             | Voormalig rustoord in decoratieve eclectische stijl               |
| Blok van vijf woonhuizen (monumentnummer 522 t/m 526)             | circa 1905                        |                        | Cannerweg 115-123                                              | 50° 50' 29" NB, 5° 40' 40" OL | 0935/522             | Blok van vijf woonhuizen (monumentnummer 522 t/m 526)             |
| Woonhuis in eclectische stijl                                     | circa 1900                        |                        | Cannerweg 126                                                  | 50° 50' 28" NB, 5° 40' 36" OL | 0935/528             | Woonhuis in eclectische stijl                                     |
| Dubbel woonhuis                                                   | vóór 1843 (kern)                  |                        | Cannerweg 128-130                                              | 50° 50' 27" NB, 5° 40' 35" OL | 0935/529             | Dubbel woonhuis                                                   |
| Woonhuis in traditionalistische stijl                             | circa 1880                        |                        | Cannerweg 131                                                  | 50° 50' 28" NB, 5° 40' 38" OL | 0935/532             | Woonhuis in traditionalistische stijl                             |
| Woonhuis                                                          | eerste helft 19e eeuw (kern)      |                        | Cannerweg 132                                                  | 50° 50' 27" NB, 5° 40' 35" OL | 0935/531             | Woonhuis                                                          |
| Dubbel woonhuis met garage                                        | circa 1910                        |                        | Cannerweg 136-138                                              | 50° 50' 26" NB, 5° 40' 34" OL | 0935/533             | Dubbel woonhuis met garage                                        |
| Woonhuis                                                          | circa 1915                        |                        | Cannerweg 140                                                  | 50° 50' 26" NB, 5° 40' 33" OL | 0935/534             | Woonhuis                                                          |
| Dubbel woonhuis                                                   | circa 1880                        |                        | Cannerweg 142-144                                              | 50° 50' 25" NB, 5° 40' 32" OL | 0935/535             | Dubbel woonhuis                                                   |
| Woonhuis met stalling                                             | circa 1880                        |                        | Cannerweg 146                                                  | 50° 50' 25" NB, 5° 40' 32" OL | 0935/537             | Woonhuis met stalling                                             |
| Woonhuis met bedrijfsgedeelte in eclectischestijl                 | circa 1910                        |                        | Cannerweg 175                                                  | 50° 50' 24" NB, 5° 40' 31" OL | 0935/538             | Woonhuis met bedrijfsgedeelte in eclectischestijl                 |
| Woonhuis in eclectische stijl                                     | circa 1910                        |                        | Cannerweg 177                                                  | 50° 50' 24" NB, 5° 40' 31" OL | 0935/539 [dode link] | Woonhuis in eclectische stijl                                     |
| Dubbel woonhuis                                                   | circa 1910                        |                        | Cannerweg 180-182                                              | 50° 50' 22" NB, 5° 40' 27" OL | 0935/540             | Dubbel woonhuis                                                   |
| Woonhuis en schuur                                                | circa 1890                        |                        | Cannerweg 194                                                  | 50° 50' 21" NB, 5° 40' 25" OL | 0935/542             | Woonhuis en schuur                                                |
| Woonhuis                                                          | 1912                              |                        | Cannerweg 227                                                  | 50° 50' 19" NB, 5° 40' 24" OL | 0935/543             | Woonhuis                                                          |
| Dubbel woonhuis                                                   | 1968                              | F.J. Mooren            | Cannerweg 312-314                                              | 50° 50' 9" NB, 5° 40' 20" OL  | 0935/544             | Dubbel woonhuis                                                   |
| Villa                                                             | 1956                              | Pluymen                | Cannerweg 320                                                  | 50° 50' 8" NB, 5° 40' 19" OL  | 0935/546             | Villa                                                             |
| Boerenwoonhuis                                                    | 1908                              |                        | Cannerweg 338                                                  | 50° 50' 6" NB, 5° 40' 16" OL  | 0935/547             | Boerenwoonhuis                                                    |
| Vier dubbele woonhuizen                                           | 1952                              | G. Snelder             | Champs Elyseesweg 16-30                                        | 50° 50' 31" NB, 5° 40' 52" OL | 0935/549             | Vier dubbele woonhuizen                                           |
| Woonhuis 'De Esch'                                                | 1950                              | J.H.A. Huysmans        | Champs Elyseesweg 23                                           | 50° 50' 30" NB, 5° 40' 53" OL | 0935/553             | Woonhuis 'De Esch'                                                |
| Woonhuis van architect F. Dingemans                               | 1950                              | F. Dingemans           | Champs Elyseesweg 25                                           | 50° 50' 29" NB, 5° 40' 52" OL | 0935/555             | Woonhuis van architect F. Dingemans                               |
| Blok van drie woonhuizen (monumentnummers 560-561-562)            | 1935                              |                        | d'Artagnanlaan 4-6-8                                           | 50° 50' 33" NB, 5° 40' 30" OL | 0935/560             | Blok van drie woonhuizen (monumentnummers 560-561-562)            |
| Woonhuis Schut                                                    | 1960                              | G. Snelder             | d'Artagnanlaan 127                                             | 50° 50' 22" NB, 5° 40' 7" OL  | 0935/565             | Woonhuis Schut                                                    |
| Woonhuis                                                          | 1964                              | Jean Huysmans          | D'Artagnanlaan 81                                              | 50° 50' 26" NB, 5° 40' 23" OL | 0935/563             | Woonhuis                                                          |
| Woonhuis                                                          | 1964                              |                        | D'Artagnanlaan 83                                              | 50° 50' 26" NB, 5° 40' 22" OL | 0935/564             | Woonhuis                                                          |
| Twee kapelaniën                                                   | 1938                              | J.H.H. van Groenendael | Sint Theresiaplein 12 en 13                                    | 50° 50' 32" NB, 5° 40' 35" OL | 0935/735             | Twee kapelaniën                                                   |
| Voormalige huishoudschool                                         | 1960                              | H.F.M. van Groenendael | Sint Theresiaplein 18 en 20                                    | 50° 50' 35" NB, 5° 40' 39" OL | 0935/737             | Voormalige huishoudschool                                         |
| Kerk en pastorie                                                  | 1934                              | Hubert Groenendael     | Sint Theresiaplein 8, 9, 10, 11                                | 50° 50' 33" NB, 5° 40' 33" OL | 0935/734             | Meer afbeeldingen                                                 |
| Woonhuis                                                          | 1885                              |                        | Susserweg 1                                                    | 50° 50' 14" NB, 5° 40' 19" OL | 0935/739             | Woonhuis                                                          |
| Voormalige hoeve                                                  | 1885                              |                        | Susserweg 3                                                    | 50° 50' 14" NB, 5° 40' 19" OL | 0935/740             | Voormalige hoeve                                                  |
| Hoeve met schuur                                                  | late 18e eeuw (kern)              |                        | Susserweg 17                                                   | 50° 50' 12" NB, 5° 40' 16" OL | 0935/3786            | Hoeve met schuur                                                  |
| Waldeckpark                                                       | 1921, circa 1960 (rozenpergola)   | Leonard Springer       | Prins Bisschopsingel / Tongerseplein / Tongerseweg / Cannerweg | 50° 50' 37" NB, 5° 40' 51" OL | 0935/3572            | Waldeckpark                                                       |
| Burgemeester van Oppenbank                                        | 1935 (bakstenen bank)             | Charles Vos (bank)     | Tongerseplein, park                                            | 50° 50' 39" NB, 5° 40' 52" OL | 0935/741             | Meer afbeeldingen                                                 |
| Voormalige hoeve                                                  | 1855                              |                        | Vroenhovenweg 2                                                | 50° 50' 15" NB, 5° 40' 17" OL | 0935/746             | Voormalige hoeve                                                  |
| Zwembad Jekerdal                                                  | 1950 (ontwerp), 1951 (realisatie) | F. Dingemans           | Waldeckpark 1                                                  | 50° 50' 34" NB, 5° 40' 52" OL | 0935/3571            | Meer afbeeldingen                                                 |